# Appartements Vincent
 (juin 2019).
L’immeuble Paul-Émile Vincent, aussi appelé Appartements Vincent, est un immeuble à appartements réalisé en 1965 par l’architecte Paul-Émile Vincent (1924-2007) du bureau Nouvelle Architecture (groupe NA) à Laeken (Bruxelles).
L’immeuble s'inscrit dans le mouvement d’architecture moderniste d’après guerre et est inscrit dans l'inventaire du patrimoine architectural de la Région de Bruxelles-Capitale depuis 1994.

## Localisation
L’immeuble Appartements Vincent est situé au 41 avenue de la Croix Rouge, à Laeken, dans le quartier du Mutsaard, 1020 Bruxelles. À la fin des années 1950, le hameau de Mutsaard va connaître son plus grand essor et va se transformer en un véritable quartier résidentiel. L’avenue de la Croix Rouge est séparée en deux parties par le sentier du Cocker avec d’une part, des villas isolées et de l’autre, une série d’immeubles de logements alignés. L’immeuble Vincent se situe sur le terrain terminant cet ordre continu d’immeubles de logements. L’avenue de la Croix Rouge est en bordure du parc de Laeken et on peut apercevoir la Tour japonaise et le Palais 5 depuis les terrasses de l’immeuble.

## Histoire

### La commande
Le 3 juin 1965, l’architecte Paul-Émile Vincent et sa femme achètent le terrain sur l’avenue de la Croix Rouge au notaire Jules Matthys. Les nouveaux propriétaires demandent un permis de bâtir en 1965 à la Ville de Bruxelles afin d’y construire un immeuble à appartements. L’architecte se voit refuser le permis de bâtir le 26 octobre 1965 et le 27 janvier 1966. Le projet de logement, situé en fin de série présente 3 façades et la Ville de Bruxelles refuse d’y construire un immeuble à la place d’une villa. Il faudra attendre le 27 janvier 1967 pour que les propriétaires obtiennent le permis de bâtir et puissent entamer la construction de l’immeuble.

## Architecture

### Le style architectural
L’architecture de l’immeuble Paul-Émile Vincent montre une certaine influence de l’architecture moderniste, et est caractéristique du mouvement moderne de l’après-guerre. L’architecture de Paul-Émile Vincent se veut rationnelle et fonctionnelle, d’une esthétique pure, sans ornementation, et de volume géométrique simple. L’entrée principale en recul par rapport au volume général et la présence de pilotis rappelle les caractéristiques de cette architecture moderniste.

### L’immeuble
L’immeuble Appartement Vincent est un immeuble de 5 appartements familiaux. Le bâtiment se dresse sur 3 niveaux au-dessus du rez-de-chaussée avec un sous-sol et un toit-terrasse. L’immeuble est organisé en deux logements de deux et trois chambres par niveau et un logement de quatre chambres sur toute la surface du troisième étage. L’étage technique, appelé le « cabanon » comporte un studio avec un jardin terrasse. Les espaces de jour s’ouvrent largement au sud-est sur la vue de Bruxelles et sur la perspective latérale de l’avenue, tandis que les locaux de nuit orientés au nord-est se situent à l’arrière de l’immeuble. Les salles à manger donnent accès à de larges terrasses extérieures. Chaque appartement a soigneusement été dessiné et adapté en fonction de l’étude particulière faite pour chaque propriétaire. Les équipements ont été intégrés à l’architecture, les cuisines ont été spécialement étudiées et ont fait l’objet d’un plan. Le rez-de-chaussée est réservé à l’entrée et aux garages. L’architecte conçoit l’immeuble dans un esprit de « standing élevé » avec de souci majeur de permettre une utilisation et une occupation rationnelle des surfaces et des équipements. Les matériaux ont été choisis afin de réduire au maximum les frais d’entretien.

### Le parti constructif
Le bâtiment est constitué d’une ossature en béton armé, dont les calculs ont été opérés par le bureau d’étude Henri Hine, et de maçonnerie en brique. La structure en béton armé est régulière et la trémie d’ascenseur participe au contreventement général de l’immeuble. Les plateaux sur caves et sur garages sont partiellement en hourdis de béton. Les autres niveaux sont réalisés en béton nervuré, les dalles sur rez-de-chaussée et cave sont en béton plein. Le porte-à-faux est repris au niveau plancher par les poutres apparentes en façade. La toiture est recouverte de dalles sur plots, servant de circulation et protège l’étanchéité en roofing.
L’isolation thermique est assurée par la pose de vitrage isolant thermopane dans tous les châssis et les portes extérieures.

### Les façades
L’expression architecturale de la façade principale (côté voirie) naît du contraste entre les surfaces claires réalisées en pierre blanche de Vaurion et de l’ossature en béton apparent, réalisée en coffrage bakélisé. La façade est rythmée par les balcons latéraux et les fenêtres, tantôt en baies vitrées, tantôt en bandeaux horizontaux et verticaux. Les châssis et garde-corps sont en aluminium anodisé avec des traverses garnies de bois d’Afzélia. Une potence de déménagement est installée en façade et permet de libérer la toiture des traditionnelles poutrelles.
La façade arrière, située côté jardin et parking, est réalisée d’une partie en pierre blanche et de l’autre en brique de maçonnerie, afin d’assurer une continuité esthétique avec les immeubles voisins. Les balcons et les parties structurelles sont également en béton apparent.

### Le parcours d’entrée
Le hall d’entrée a été soigneusement dessiné, dans un décor luxueux en briques apparentes et bois naturel, animé par un jeu de reflet élégant avec les deux portes entièrement vitrées et un grand miroir dans la cage d’escalier. L’escalier métallique est recouvert de tapis et la cage d’escalier est réalisée en briques apparentes. Un vitrail jointé béton de l’artiste René Mels se dresse dans le premier sas d’entrée. Cette œuvre agit comme un véritable « mur de lumière » et participe au dynamisme avec son reflet dans le miroir. Un ensemble de boîte à lettre a été également dessiné par l’architecte en aluminium et bois d’Afzélia, qui rappelle l’esthétique des châssis en façade.

### La zone de recul
Les espaces extérieurs de circulation sont en dallage anthracite et un parking est aménagé en zone arrière afin de libérer la zone de recul avant des stationnements le long de la voirie. Une haie longe le sentier du Cocker et une futaie d’arbustes et de plantes variées terminent l’espace gazonné situé entre le parking arrière et la clôture. Devant l’entrée se dressait à l’origine un saule pleureur. Cependant cet arbre n’est pas adapté aux petits jardins et encore moi en parterre situé devant une construction. Ses racines sont puissantes et peuvent endommager les habitations. Aujourd’hui l’arbre a été remplacé par un bouleau, plus caractéristique du milieu urbain, avec de racines peu profondes.